# Refuge de Tête-Rousse
Le refuge de Tête-Rousse est un refuge situé en France, sur le territoire de la commune de Saint-Gervais-les-Bains, dans le département de la Haute-Savoie en région Auvergne-Rhône-Alpes.
Il est gardé de juin à septembre, mais reste partiellement accessible le reste du temps avec un couchage limité et sans service offert.

## Situation
Le refuge de Tête-Rousse se trouve dans le massif du Mont-Blanc à 3 167 m d’altitude, au nord de l’aiguille de Bionnassay (4 052 m) et à l’ouest-nord-ouest du dôme du Goûter (4 304 m).
Il est situé sur la rive gauche du petit glacier de Tête-Rousse au pied des escarpements de l'aiguille du Goûter.

## Histoire

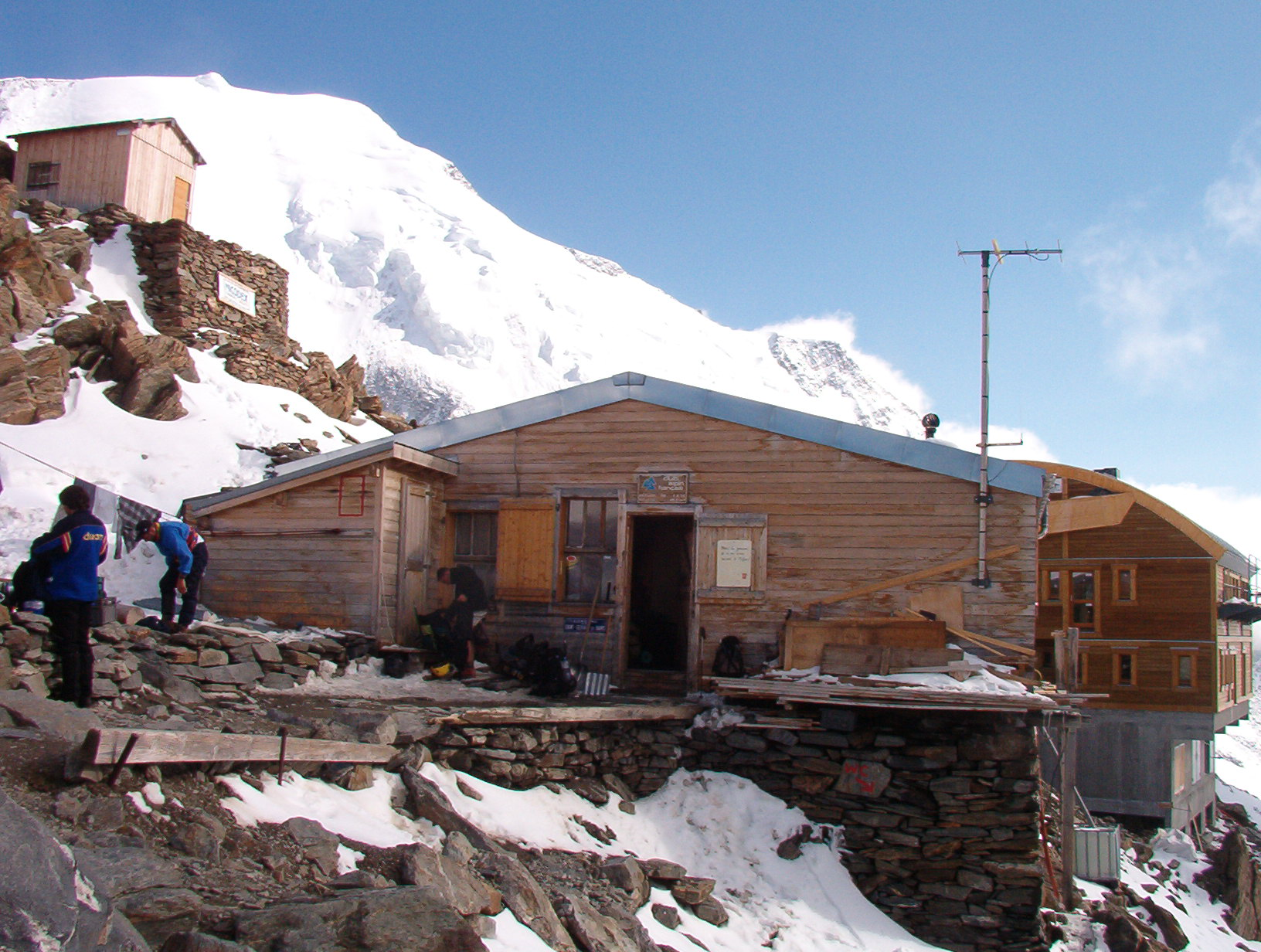
L'ancien refuge de Tête-Rousse en 2004 avec, en arrière plan, le nouveau refuge en construction

Le premier refuge de Tête-Rousse est construit en 1934 par le Club alpin français.
De 2002 à 2005, le refuge de Tête-Rousse est totalement reconstruit[source insuffisante], ce qui nécessite plus de 800 rotations par hélicoptère.

## Caractéristiques et informations
Pendant la période estivale (de juin à septembre), le refuge de Tête-Rousse est gardé, propose soixante-douze couchages et offre un service de restauration sur place.
Le reste de l’année, seuls douze couchages sont accessibles.

## Accès
Pour se rendre à ce refuge, il faut partir depuis le Nid d'Aigle pour ensuite emprunter le sentier qui mène en direction du sommet du mont Blanc. Dès que le refuge-bivouac des Rognes est passé, il faut remonter l'arête puis effectuer une ultime traversée en terminant par le franchissement du glacier de Tête-Rousse.
Le temps d’accès est estimé à deux heures et demie environ.

## Ascensions
Ce refuge est une étape classique sur la voie normale qui mène au sommet du mont Blanc.